# Вухо.Ком
ВухоКом – українська роздрібна мережа магазинів електротехніки та мобільних аксесуарів. 

## Мережа
Роздрібну мережу «Вухо.Ком» засновано у 2007 році у Львові. Станом на 2021р. компанія налічує 40 магазинів «Вухо.Ком» та 23 магазини-партнери. Має магазини у 41 місті та 7 областях України.

## Розвиток
|  |

З 2018 року компанія провела ребрендинг мережі, запустивши оновлений формат магазинів. Оновлення охопило покращення сервісу, розширення асортиментних груп, впровадження нових дизайнерських рішень та створення відкритих викладок та чіткого зонування. У 2019 році було відкрито перший магазин нового формату. У торговій точці на проспекті Свободи, 49 на площі близько 100 кв. м, крім смартфонів, аксесуарів і дрібної техніки, можна знайти електротранспорт, зону “розумний будинок”, б’юті-зону та інше. Виконаний об’єкт в стилі лофт. Однією з родзинок нового магазину стала червона телефонна будка, на зразок оригінальних лондонських. Компанія активно долучається до соціальних проєктів міста та створення різноманітних заходів. 

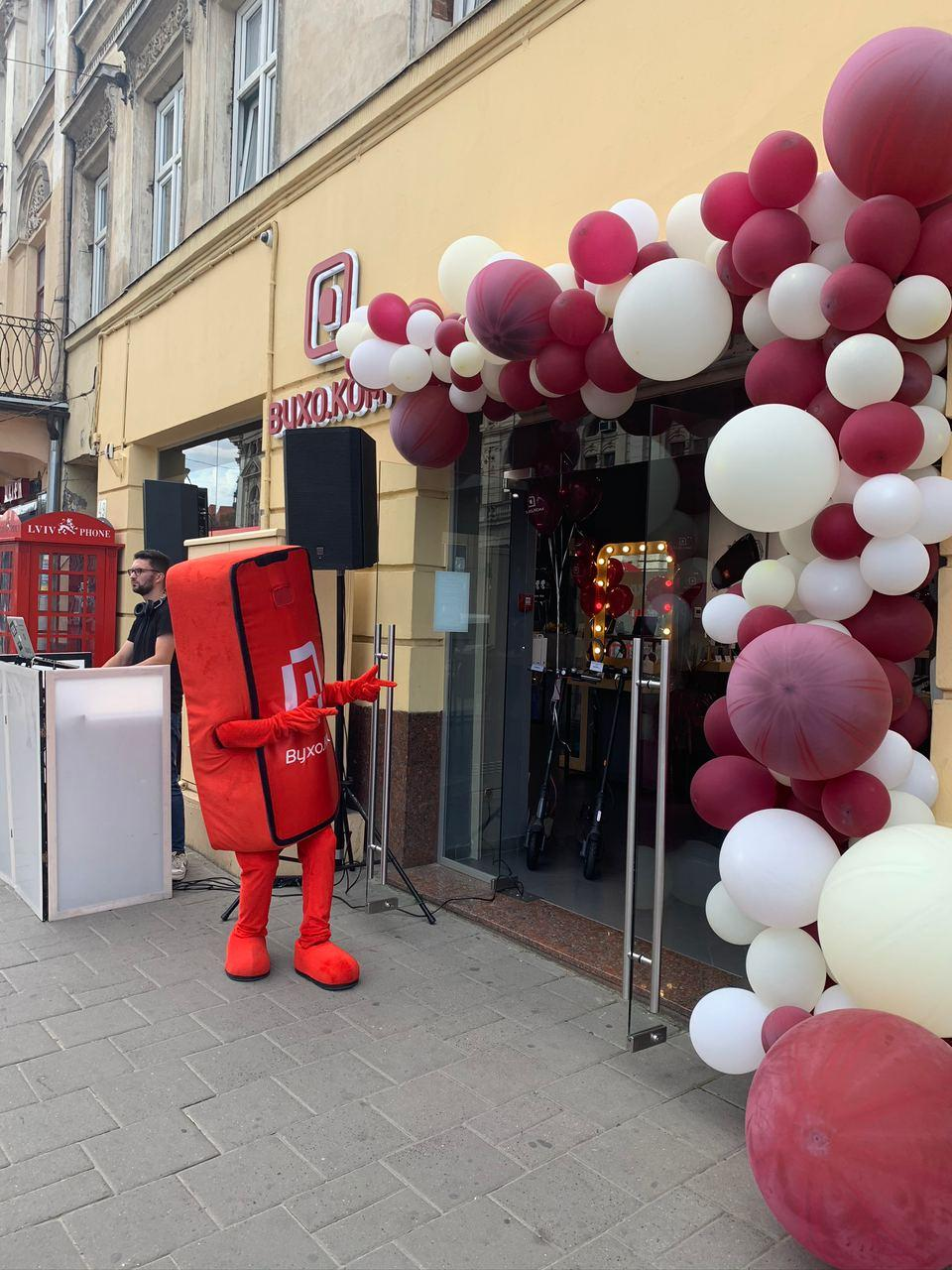
Відкриття магазину нового формату у м. Львів

## Інтернет-магазин
У 2009 році компанія запустила інтернет-магазин vuho.com.ua [Архівовано 4 березня 2021 у Wayback Machine.]
Влітку 2021 року на сайті з'явився новий розділ "Експерт бренду". Мотивацією створення рубрики стало прагнення удосконалити досвід користування технологічними новинками і бажання компанії розвивати експертність своїх працівників та покращувати сервіс обслуговування. У цій рубриці експерти Брендів розказують більше про цінність кожного ґаджета, топові фішки та унікальність. 

## Програма лояльності
Для постійних клієнтів у мережі діє програма лояльності. Учасники програми лояльності отримують фіксовану знижку на певні групи товарів та послуги. Крім того, першими дізнаються про акційні пропозиції та отримують персональні пропозиції.

## Галерея

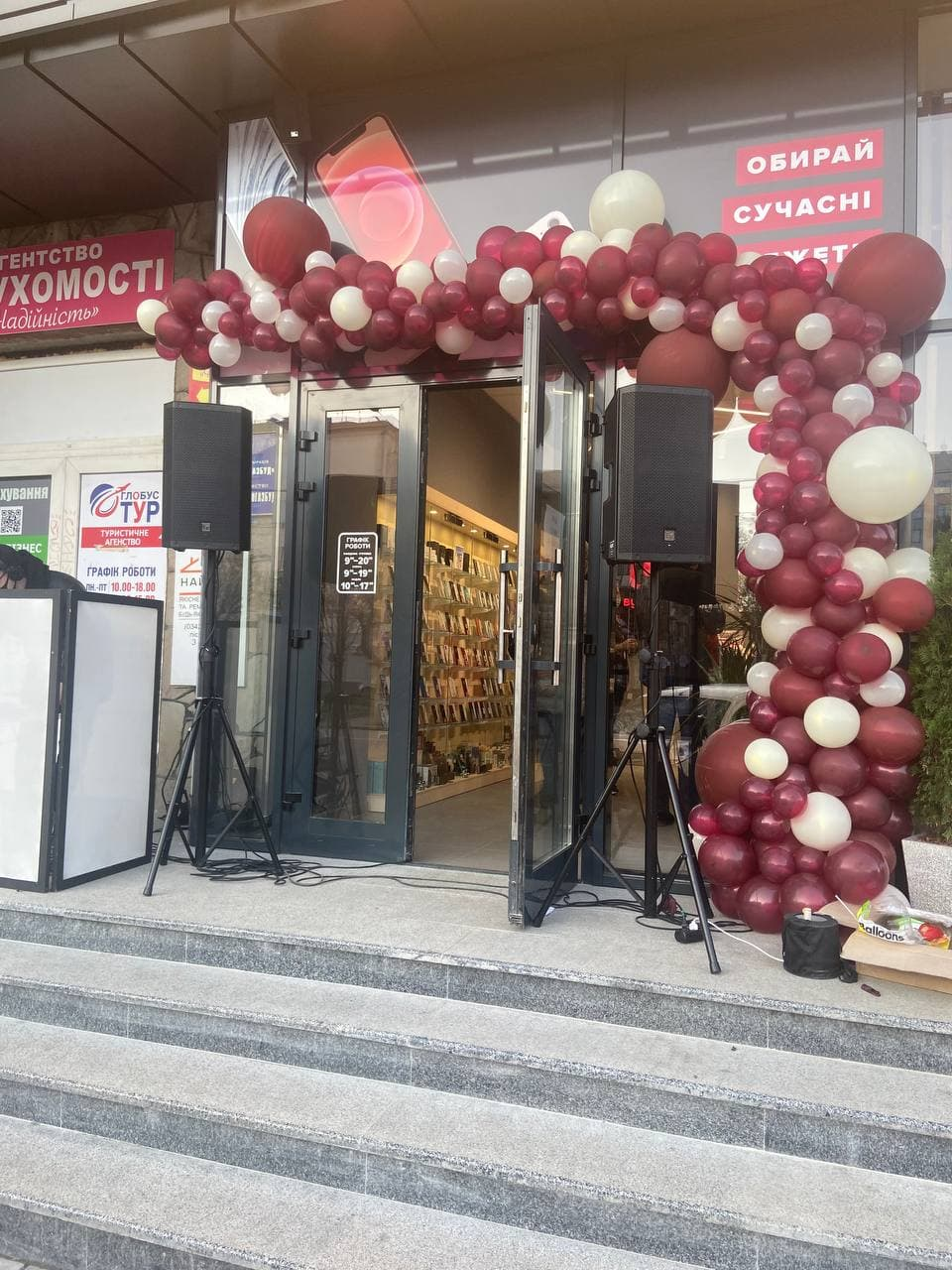
Відкриття магазину Вухо.Ком нового формату у м. Івано-Франківськ, вул. Незалежності, 67
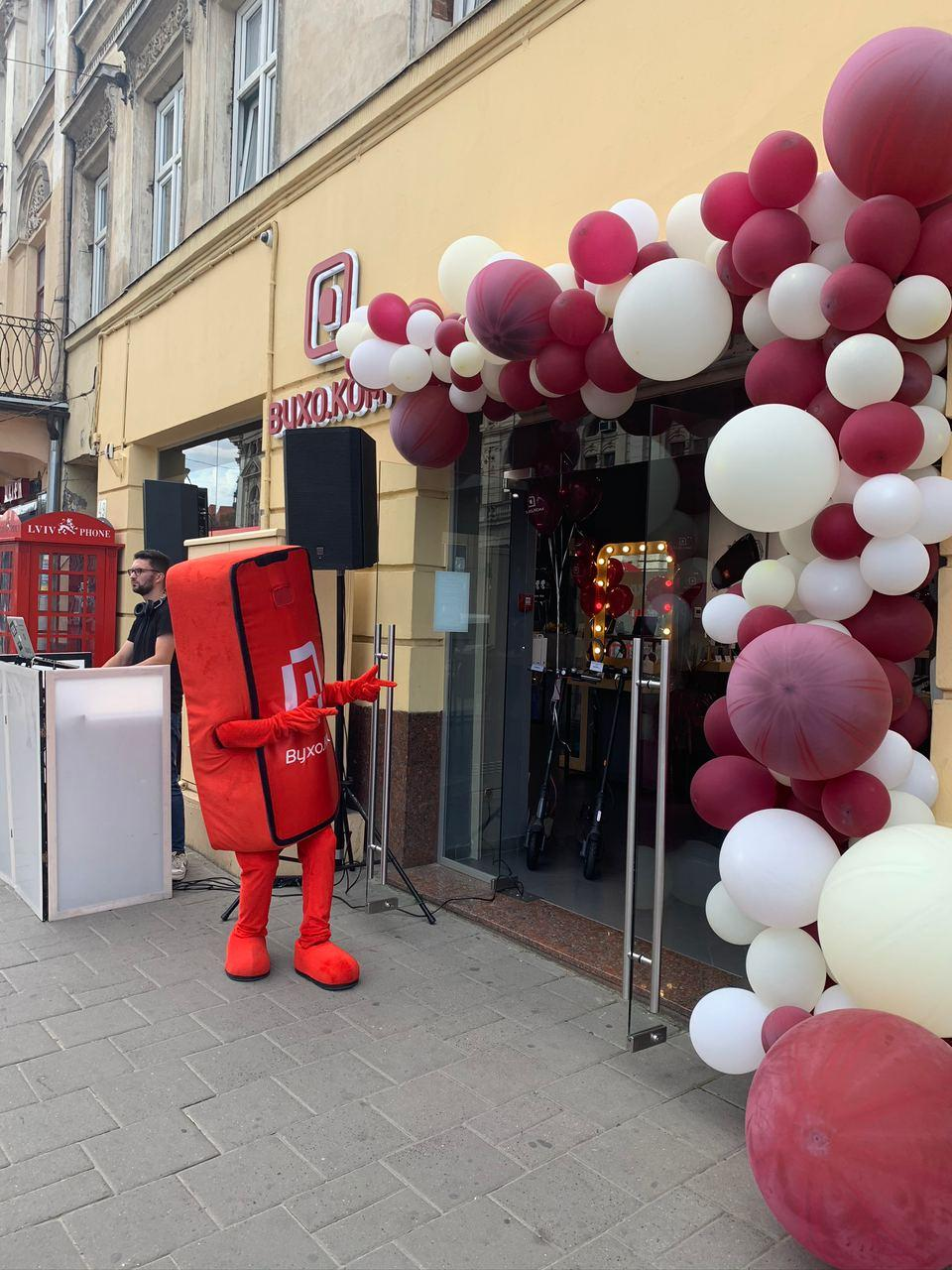
Відкриття магазину Вухо.Ком нового формату у м.Львів, пр. Свободи, 49
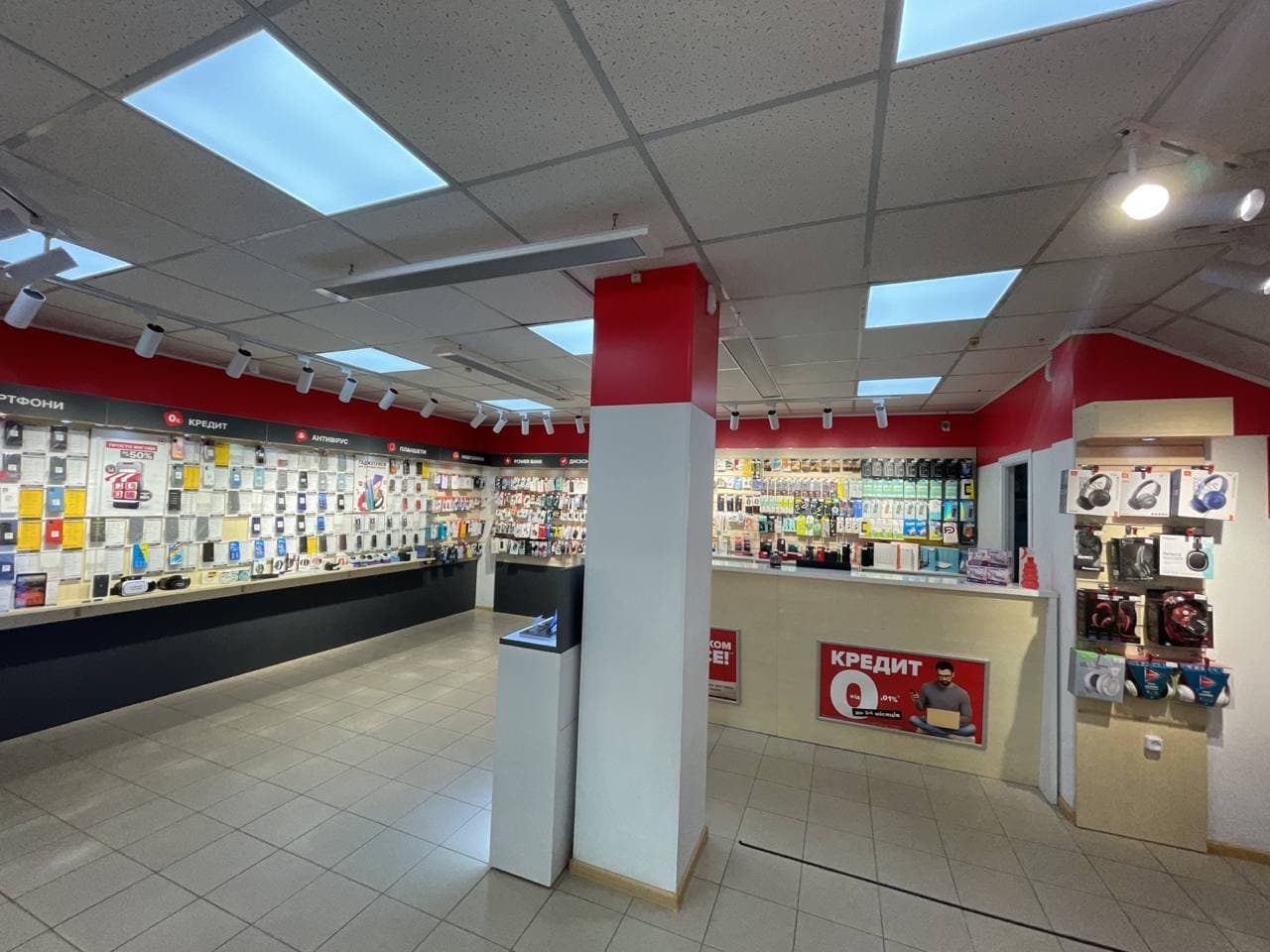
Інтер'єр магазину Вухо.Ком у м. Долина, вул. Грушевського, 25а
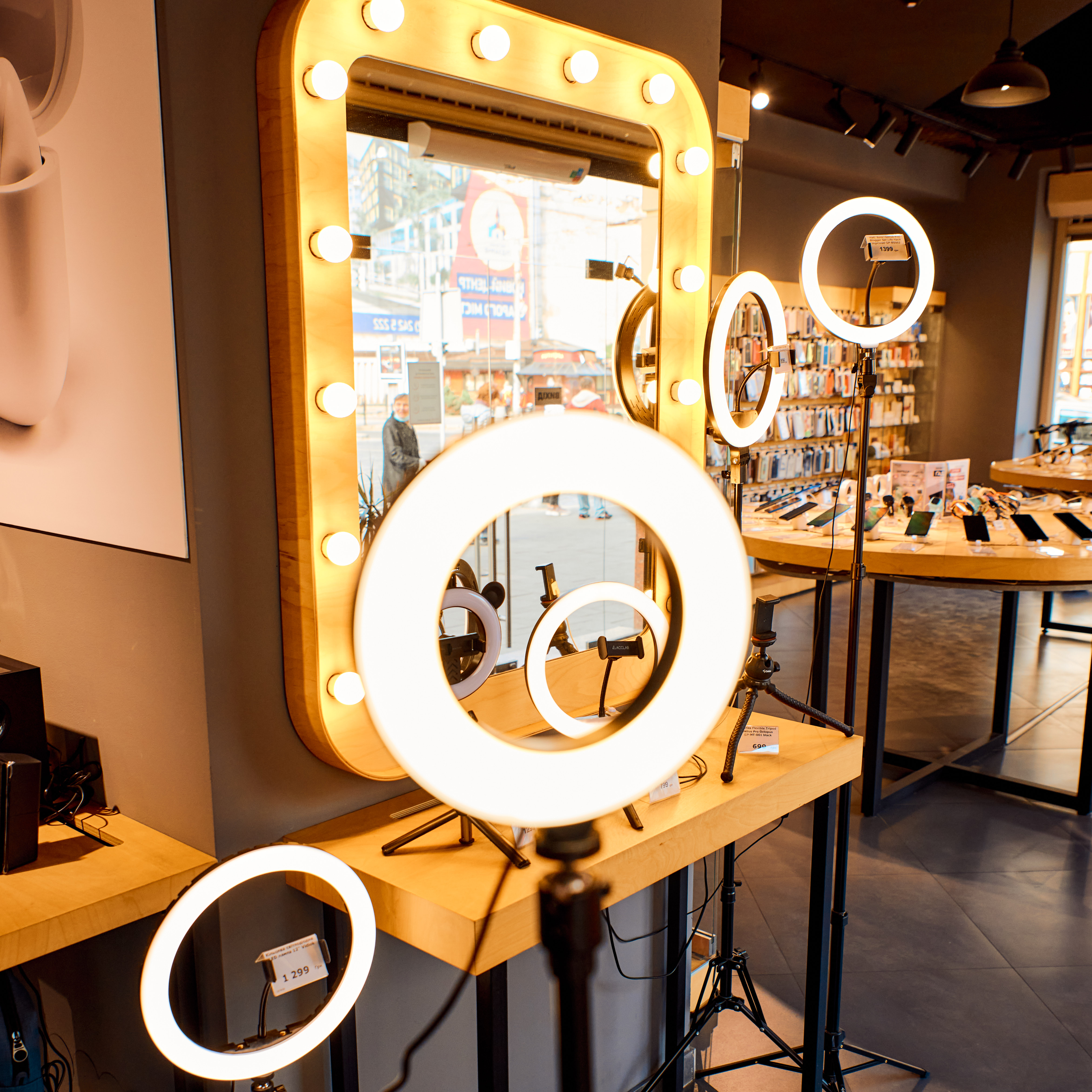
Інтер'єр магазину Вухо.Ком у м. Львів, вул. Свободи, 49